# Frederick Law Olmsted
Frederick Law Olmsted (Hartford, Connecticut, 26 de abril de 1822 — 28 de agosto de 1903) foi um arquiteto paisagista, engenheiro, jornalista e botânico norte-americano, conhecido como o pai da arquitetura de paisagens norte americana. Ficou célebre por conceber numerosos parques urbanos, entre eles o parque Mont-Royal em Montréal, o Central Park em Nova Iorque e o Golden Gate Park em San Francisco (estes dois últimos foram criados em conjunto com Calvert Vaux).

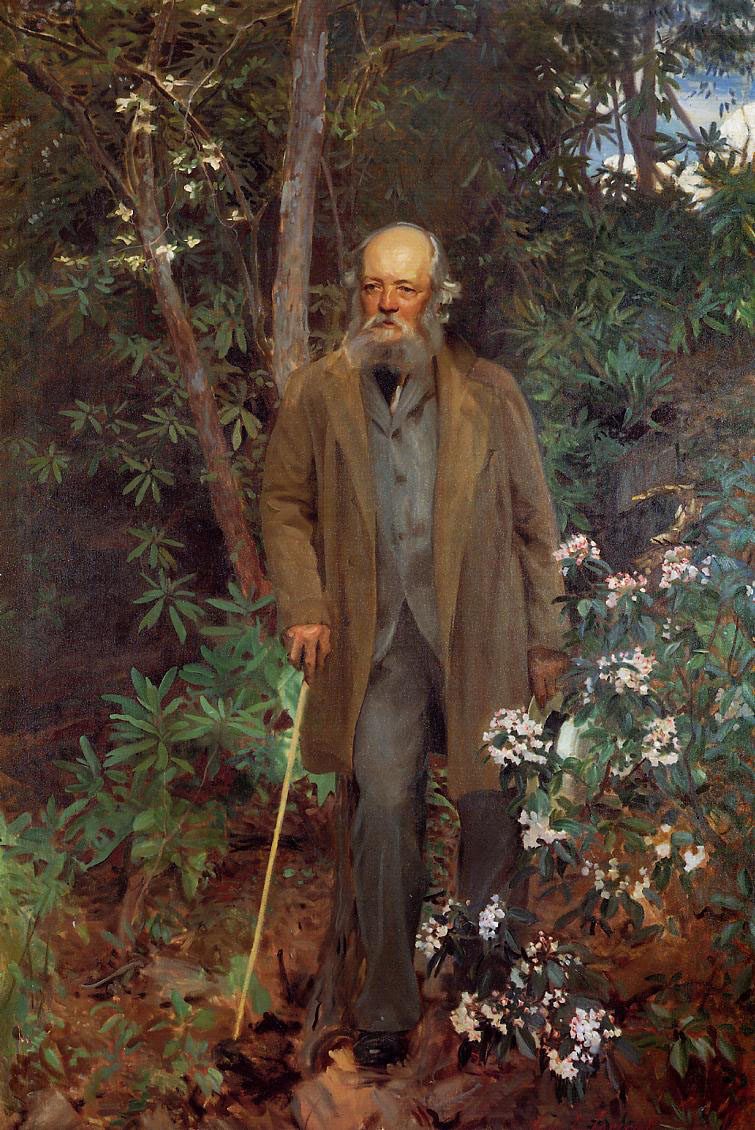
Pintura sobre óleo de Frederick Law Olmsted por John Singer Sargent(1895).

Além do Central Park em Nova Iorque, outros dos seus projetos foram o primeiro sistema coordenado de parques públicos e de avenidas dos Estados Unidos, o de Buffalo, o parque estatal mais antigo dos Estados Unidos, a Reserva das Cataratas do Niágara, em Niagara Falls, Nova Iorque; o Parque Mont-Royal, Montréal; o Emerald Necklace, em Boston, Massachusetts; o Parques à beira-mar (Seaside Park) e Beardsley em Bridgeport, Connecticut, o Cherokee Park (além do sistema de avenidas) em Louisville, Kentucky; e o Jackson Park, o Washington Park e o Midway Plaisance para a World's Columbian Exposition de Chicago; parte do parque de Detroit Belle Isle; os jardins do Capitólio dos Estados Unidos; e o edifício de George Washington Vanderbilt II, o Biltmore Estate, na Carolina do Norte.

### Vida pessoal
Durante a infância, Olmsted teve bastante contato com a natureza. Fosse através de viagens com seus familiares ou durante passeios ao redor das florestas de suas escolas no meio rural de Connecticut, seu encantamento pelas paisagens naturais era evidente desde criança.
Olmsted tinha o costume de escrever cartas às pessoas próximas com seus relatos de viagem, nas quais em muitas delas se observava a admiração dele pela natureza, o que, posteriormente, influenciou na sua escolha profissional na área de arquitetura de paisagens.